# Преторіус Андріс
Андріс Вільгельмус Якоб Преторіус (афр. Andries Wilhelmus Jacobus Pretorius) (27 листопада 1798 - 23 липня 1853) - один з бурських лідерів, що зіграв важливу роль у становленні Республіки Трансвааль, а також ранішої і недовготривалої Республіки Наталь, що сьогодні є територією Південної Африки.
Спочатку бурський фермер з Грааф Рейнета, що в Капській колонії і нащадок перших голландських поселенців в Південній Африці. Він залишив домівку і взяв участь у Великому треку. Як і в Оранжевій Вільній державі, перетнувши Драконові гори, прибув в Наталь в листопаді 1838 р. тоді, коли бурські мігранти були без визнаного лідера. Преторіуса відразу вибрали генерал-комендантом , і він швидко зібрав сили, щоб помститися за смерть Піта Ретіфа і його оточення, які були вбиті минулого лютого за наказом зулуського короля Дінгаан.
16 грудня 1838 р., загін з 500 осіб на чолі з Преторіусом  був атакований більш ніж 10 тисячами зулусів, що були відбиті. За оцінками їхні  втрати становили 3000 осіб. Ця битва увійшла в історію, як битва на Кривавій річці(Battle of Blood River) р. З того дня і до 1910 року цей день відзначався, як день Дінгаане.  Але після того він був перейменований у День Клятви і визнавався як державне свято за першого уряду Південної Африки. Після падіння режиму апартеїду в 1994 році, свято було збережене, але вже з приводу акта примирення з африканерами. Тепер воно називається Днем національного примирення.
У січні 1840 р. Преторіус разом з десантом з 400 бюргерів допоміг Мпанде у його повстанні проти зведеного брата Дінгаане. Він був також лідером бурських загонів Наталю в протистоянні з англійцями. У 1842 році Преторіус вів облогу невеликого британського гарнізону у Дурбані, але відступив до Пітермарітцбурга до прибуття підкріплень під командуванням полковника Йосія Клоете. Після цього він дійшов до ідеї мирного врегулювання з англійцями.
Преторіус залишався в Наталі як британський підданий, а у 1847 р. він був обраний бурськими фермерами посланцем для того, щоб викласти свої скарги губернатору Капської колонії. Скарги викликала безперервна імміграції тубільців, які висловлювали претензії на бурські землі. Преторіус поїхав до Грахамстаун для того, щоб просити аудієнції у губернатора, сера Генрі Поттінджера, який, проте, відмовився бачити Преторіуса і навіть отримувати від нього будь-яке повідомлення. Преторіус, повернувшись до Наталю, вирішив відмовитися від своєї ферми і ще раз здійснити шлях за межі британських домініонів.
Він готувався перетнути Драконові гори, коли сер Гаррі Сміт, новопризначений губернатор Капської колонії, прибув до табору емігрантів на річці Тугела в січні 1848 року. Сміт обіцяв селянам захист від тубільців і переконав багатьох учасників залишитися, але Преторіус все ж вирушив. На північ від річки Вааль він встановив свою резиденцію в Магалісберзі. Преторіус був обраний городянами, що проживали на обох берегах Вааль генерал-комендантом. На прохання бурів у Вінбурзі, Преторіус перетнув Вааль в липні і очолив антибританської партії в їхній "війні свободи", зайнявши Блумфонтайн 20 липня. У серпні він був розбитий Смітом біля Бумплаатцу (Boomplaats) і відступив на північ від Ваалю, де став лідером однієї з найбільших партій, на які в Трансваалі бури були розділені.
У 1851 році він попросив незадоволених бур з Території річки Оранжева  і лідера басотського племені Мошвешве І, щоб вони прийшли йому на допомогу. Преторіус оголосив про свій намір перейти через р. Вааль для того, щоб "навести порядок" на Території. Його мета, однак, швидше полягала в отриманні визнання англійцями незалежності трансваальських бурів . Британський кабінет міністрів, вирішивши проводити політику відмови, ухилявся від пропозиції Преторіуса, а нагорода в 2000 фунтів, яка була запропонована через побоювання, була вже відкликана вже після битви біля Бумплатцу.Преторіус зустрівся з британськими посланцями на фермі поблизу Санд-Рівер, і 17 січня 1852 вони уклали конвенцію, в якій незалежність Трансваалю була визнана Великою Британією.
Преторіус перетнув річку Вааль, і 16 березня він об’єднався з Потгітером в Рустенбурзі. Прихильники обох лідерів схвалили конвенцію, хоча навіть партія Потгітера не була представлена. Того ж року  Преторіус з візитом відвідав Дурбан з метою забезпечення відкритості торгівлі між Республікою Наталь і новоутвореною державою. У 1852 році він також спробував наблизити дорогу вглиб через Бечуаналенда і відправив загін на західний кордон проти Сечеле.
Преторіус помер у своєму будинку в Магалісбурзі в липні 1853 року. Він описується Теалем як "здібний лідер і найвизначніший представник фермерів-емігрантів". У 1855 році його сином, Мартінусом Весселем Преторіусом за Почефструмом і Рустенбургом закладено новий район і нове місто. Це місто було названо Преторією на честь колишнього генерал-коменданта Преторіуса. Мартінус Вессел Преторіус став також першим президентом Республіки Трансвааль.